# پانه‌وژیس
پانه‌وژیس (به لیتوانیایی: "Volungė") یک شهر در لیتوانی با جمعیت ۹۷٬۳۴۳ نفر است که در شهرستان پانه‌وژیس واقع شده‌است.
پانه‌وژیس پنجمین شهر بزرگ لیتوانی است.